# Orange Blossoms for Violet
Orange Blossoms for Violet è un cortometraggio del 1952. Fu prodotto dalla Warner Bros. per la serie Vitaphone Novelties riutilizzando principalmente la comica Lovey Dovey (1923), facente parte della serie di Hal Roach Dippy Doo Dads in cui animali ammaestrati si muovevano su set in miniatura. A Friz Freleng e Chuck Jones, registi di cartoni animati delle serie Looney Tunes e Merrie Melodies, fu chiesto di scrivere dei dialoghi, e le voci degli animali furono fornite dai noti doppiatori dei cartoni Mel Blanc e Bea Benaderet. Il film fu distribuito negli Stati Uniti il 23 maggio 1952.

## Trama
Nell'estate del 1923, in una città popolata esclusivamente da animali parlanti, la scimmietta Violet si sta per sposare col povero Fred. Il ricco e viziato Harvey, le cui avances sono state rifiutate da Violet, vuole vendicarsi e decide di rapirla. Arrivato a casa di Viole appena in tempo per assistere al rapimento, Fred si lancia in un inseguimento che si conclude con una lotta in cima a una mongolfiera. Qui Fred riesce a portare via Violet e a usare il suo vestito come paracadute, atterrando proprio al cospetto di un giudice di pace che celebra il matrimonio. Dopo essersi sposati, Fred e Violet risalgono verso il cielo.

## Distribuzione

### Edizioni home video
Il corto fu pubblicato in DVD-Video in America del Nord come extra nel quarto disco della raccolta Looney Tunes Golden Collection: Volume 2 (intitolato Looney Tunes All-Stars: On Stage and Screen) distribuita il 2 novembre 2004; il DVD fu pubblicato in Italia il 16 marzo 2005 nella collana Looney Tunes Collection, col titolo All Stars: Volume 3, e il corto vi è presente in inglese sottotitolato. In seguito fu incluso nel terzo disco della raccolta Looney Tunes Platinum Collection: Volume One, uscita in America del Nord in Blu-ray Disc il 15 novembre 2011 e in DVD il 3 luglio 2012.